# Elmis rioloides
Elmis rioloides é uma espécie de insetos coleópteros polífagos pertencente à família Elmidae.
A autoridade científica da espécie é Kuwert, tendo sido descrita no ano de 1890.
Trata-se de uma espécie presente no território português.